# おいち不思議がたり
『おいち不思議がたり』（おいちふしぎがたり）はあさのあつこの時代推理小説のシリーズである。
2008年7月号から2009年6月号までPHP研究所の月刊文芸誌『文蔵』に「当世侠娘物語 - ガールズ・ストーリー」の題名で連載され、2009年12月14日に『ガールズ・ストーリー おいち不思議がたり』がPHP研究所から単行本が刊行された。2011年11月15日に『おいち不思議がたり』に改題してPHP文芸文庫版が発売された。
2010年9・10月号から2012年1月号まで、同じく月刊文芸誌『文蔵』に「当世侠娘物語 - ガールズ・ストーリー 自立篇」の題名で連載され、2012年3月29日にPHP研究所から単行本『桜舞う おいち不思議がたり』が刊行された。その後も月刊文芸誌『文蔵』に連載ののち、単行本が刊行されている。
2024年9月からNHK「BS時代劇」でテレビドラマ化された。

## あらすじ
おいちは、町医者の父・松庵の手伝いをしながら、いつか自分も医者になりたいと思っている16歳だ。そんなおいちをいつも心配している伯母のおうたが、おいちに縁談を持ってきた。その縁談の相手の生薬屋「鵜野屋」の若旦那・直介（なおすけ）が、突然松庵を訪ねて来た。おいちは、その直介の背後に女の姿を見る。
女が誰なのかを探るために「鵜野屋」を訪れたおいちは、そこの女中・お絹から直介は鬼だと聞かされる。そして、直介の背後にいた女・お梅からは直介を助けてほしいと懇願されるのだった。
さまざまな謎を解くため岡っ引きの仙五朗の助けを借りて、おいちは奔走する。

## 登場人物
おいち
訪ねて来る前の患者の、見えるはずのない苦しむ姿が見えたり、亡くなった人の声や姿が見える不思議な力がある。
5歳の春に流行病で母・お里（おさと）を亡くしている。
藍野松庵（あいの しょうあん）
おいちの父。長崎帰りの蘭方医で腕は確かな町医者。
10年近く深川六間掘町の菖蒲長屋（しょうぶながや）で暮らす。
おうた
おいちの伯母。おいちの母・お里の2歳年上の姉で、八名川町の紙問屋「香西屋（こうさいや）」の内儀。
両親を早く亡くしお里と2人親戚に預けられたのち、「香西屋」に嫁いで20年になる。
子がないこともあり、姪のおいちを実の娘のように慈しんでいる。勝気で明るい性格。
藤兵衛（とうべえ）
「香西屋」の主人で、おうたの亭主。
仙五朗（せんごろう）
剃刀の仙（かみそりのせん）と呼ばれる腕利きの岡っ引き。
相生町の髪結床の主でもある。
新吉（しんきち）
腕のいい飾り職人。喧嘩で大怪我を負い、松庵の治療を受けた。
生まれてすぐ養子に出されて実の親の顔も知らずに育ったが、真直ぐな性格。
田澄十斗（たずみ じっと）
医者。おいちの実の兄。
石渡明乃（いしわた あきの）
石渡乃武夫（いしわた のぶお）の妻。医塾・石渡塾を開く。

## シリーズ一覧
単行本は全てPHP研究所、文庫本は全てPHP文芸文庫
1. ガールズ・ストーリー おいち不思議がたり
  - 単行本、2009年12月、ISBN 978-4-569-77399-5
  - 文庫、【改題】おいち不思議がたり、2011年11月、ISBN 978-4-569-67750-7
2. 桜舞う おいち不思議がたり 
  - 単行本、2012年3月、ISBN 978-4-569-80295-4
  - 文庫、2015年2月、ISBN 978-4-569-76303-3
3. 闇に咲く おいち不思議がたり 
  - 単行本、2015年5月、ISBN 978-4-569-82504-5
  - 文庫、2018年5月、ISBN 978-4-569-76838-0
4. 火花散る おいち不思議がたり 
  - 単行本、2018年6月、ISBN 978-4-569-84061-1
  - 文庫、2021年5月、ISBN 978-4-569-90123-7
5. 星に祈る おいち不思議がたり 
  - 単行本、2021年6月、ISBN 978-4-569-84946-1
  - 文庫、2023年4月、ISBN 978-4-569-90300-2
6. 渦の中へ おいち不思議がたり 
  - 単行本、2023年5月、ISBN 978-4-569-85474-8
  - 文庫、2025年5月、ISBN 978-4-569-90485-6
7. 紅色の幻 おいち不思議がたり
  - 単行本、2025年6月、ISBN 978-4-569-85939-2

## テレビドラマ
『おいち不思議がたり』のタイトルで2024年9月1日から10月20日までNHK BSプレミアム4KとNHK BSの「BS時代劇」枠で放送された。主演は葵わかな。玉木宏が共演。
4月6日に制作が発表され、同月から6月にかけて収録された。

### キャスト
おいち
演 - 葵わかな
父のような医者を目指す。亡くなった人の影が見える能力を持つ。
藍野松庵
演 - 玉木宏
おいちの父。今は長屋住まいの町医者。元蘭方医。
仙五朗
演 - 髙嶋政宏
腕利きの岡っ引き。
おまき
演 - 小林涼子
仙五朗の女房。
長治（ちょうじ）
演 - 足立智充
仙五朗の手下。
太一（たいち）
演 - 松永拓野
仙五朗の手下。
おうた
演 - 財前直見
おいちの伯母。
新吉
演 - 工藤阿須加
かざり職人。おいちに想いを寄せている。
田澄十斗
演 - 葉山奨之
医師・山賀貝弦の元で働いていたが、松庵の診療所で働くことになる。
おしま
演 - 山田キヌヲ
おいちの長屋の住人。病で亡くなる。

#### 第1話・第2話
鵜野屋直右衛門
演 - 榎木孝明
常磐町の生薬屋「鵜野屋」の大旦那。
鵜野屋直助
演 - 阿部進之介
「鵜野屋」の若旦那。
お梅
演 - 松本妃代
「鵜野屋」の女中。
お絹
演 - 黒沢あすか
お梅の母。
佐助
演 - 六角慎司
「鵜野屋」の番頭。
お加世
演 - 中村映里子
直助の先妻。

#### 第3話・第4話
山賀貝弦（やまが かいげん）
演 - 尾美としのり
金持ちだけを診察する医者。
おふね
演 - 水谷果穂
おいちの幼なじみ。
お松
演 - 芋生悠
おいちの幼なじみ。
江上
演 - 渡辺邦斗
山賀の門弟。

#### 第5話・第6話
吉兵衛
演 - 升毅
小間物問屋「いさご屋」の大旦那。二人の息子がいる。
庄助
演 - 平埜生成（少年時代：岩川晴）
「いさご屋」の若旦那。
およし
演 - 穂志もえか
「いさご屋」の元女中。
お久
演 - 荻野友里
お京の乳母。
お富
演 - 黒田こらん
吉兵衛の妻。
弐助
演 - 脇知弘
番頭。
お京
演 - 兒島百那
幼くして亡くなった庄助の姉。

#### 第7話・最終話
おきく
演 - 銀粉蝶
薪炭屋「吾妻屋」のご隠居。
藤吉
演 - 吉田ウーロン太
「吾妻屋」の主人。
お稲
演 - 中島亜梨沙
藤吉の妻。
杉野小十郎
演 - 須賀健太
滝代を探す侍。
滝代（たきよ）
演 - 湯川ひな
十助を産んだのち殺される。
おすえ
演 - 三谷悦代
十助のとりあげ婆。
お蔦
演 - 枝元萌
おいちの長屋の住人。
巳助
演 - 瀬口寛之
おいちの長屋の住人で、おしまの亭主。
杉野小十郎の兄
演 - 佐織迅

### スタッフ
- 原作 - あさのあつこ『おいち不思議がたり』シリーズ
- 脚本 - 宮村優子
- 音楽 - 遠藤浩二
- 語り - 小野寺一歩
- 時代考証 - 山村竜也
- 所作指導 - 藤間貴雅
- 医事指導 - 冨田泰彦
- 殺陣指導 - 松本真治
- 撮影協力 - ワープステーション江戸、茨城県常総市
- 演出 - 岡田健、西谷真一、船谷純矢
- 制作統括 - 佐野元彦（NHKエンタープライズ）、磯智明（NHK）

### 放送日程
| 話数   | 放送日   | サブタイトル | 演出     |
| ------ | -------- | ------------ | -------- |
| 第1話  | 09月01日 | 医者見習い   | 岡田健   |
| 第2話  | 09月08日 | 鬼           | 岡田健   |
| 第3話  | 09月15日 | 秘密         | 船谷純矢 |
| 第4話  | 09月22日 | 父、松庵     | 船谷純矢 |
| 第5話  | 09月29日 | 姉           | 西谷真一 |
| 第6話  | 10月06日 | こころの奥   | 西谷真一 |
| 第7話  | 10月13日 | 消えた母親   | 岡田健   |
| 最終話 | 10月20日 | 命をつなぐ   | 岡田健   |

| NHK BSプレミアム BS時代劇                                                                 | NHK BSプレミアム BS時代劇                      | NHK BSプレミアム BS時代劇                                    |
| 前番組                                                                                    | 番組名                                         | 次番組                                                       |
| ----------------------------------------------------------------------------------------- | ---------------------------------------------- | ------------------------------------------------------------ |
| またも辞めたか亭主殿 〜幕末の名奉行・小栗上野介〜 （※アンコール 2024年8月18日 - 8月25日） | おいち不思議がたり （2024年9月1日 - 10月20日） | 小吉の女房 （※アンコール 2024年10月27日 - 12月15日〈予定〉） |